# 彩虹 (航空機)
彩虹（簡体字：彩虹、英語：CH）は、 中国航天科技集団（CASC）の中国航天空気動力技術研究院（CAAA）によって開発された無人航空機 （UAV）のシリーズ名である。 

## CH-3
CH-3は、彩虹シリーズの無人航空機である。CH-3は、ルータン バリ・イージーに似た珍しい前翼（カナード翼）を採用している。機体後部のレシプロエンジンによって推進式ブレード3枚プロペラを回転させる。
2015年1月、ナイジェリア北部でイスラム過激派のボコ・ハラムに対するナイジェリア軍の作戦で投入したCH-3が墜落したことが報じられた。同年7月、ナイジェリア軍のCH-3が写真で公開された。
2015年9月、パキスタン軍はCH-3をベースに国産化したNESCOMブラクによってアフガニスタンと国境を接する北ワジリスタンのシャワル渓谷で3人のイスラム過激派の殺害に成功してアメリカ、イギリス、イスラエルに次いで無人攻撃機を実戦に使用した例となった。
2016年2月、ナイジェリア軍はCH-3によってボコ・ハラムを空爆し、米国、英国、イスラエル、パキスタン、イラクに続く無人機攻撃の成功例とされた。
2016年5月、ミャンマー北部の治安作戦で投入されているとみられるミャンマー軍のCH-3が写真で公開された。
2016年10月、トルクメニスタンの軍事パレードでCH-3が公開された。
スペック 
- 全幅：8.0m
- 最大離陸重量：630kg
- ペイロード：60 – 80kg
- 運用高度：3,000～5,000m
- 最大速度：407km/h
- 巡航速度：180～220km/h
- 航続距離：2,400km

## CH-4
CH-4は、彩虹シリーズの中高度長時間滞空無人航空機（MALE）である。CH-4の設計はMQ-9 リーパーと酷似しているが、唯一の視覚的な違いはMQ-9のY字尾翼がCH-4にないことである。CH-4にはCH-4AとCH-4Bの2つの派生型が存在する。CH-4Aは偵察用であり、CH-4Bは攻撃用である。 
2014年8月、上海協力機構の軍事演習「平和への使命2014」でCH-4は複数の目標に対するミサイル攻撃を披露した。
2015年10月、イラク軍はCH-4の映像を公開し、ISILがイラクの国土の3分の1を支配した2015年からISILを260回攻撃して掃討戦に貢献した。
2017年1月、サウジアラビア空軍はキング・ファイサル航空学校創立50周年記念式典でCH-4を公開した。同年3月、サウジアラビア国王サルマーン・ビン・アブドゥルアズィーズの訪中の際にCASCとアブドルアジズ国王科学技術都市（KACST）はCH-4のライセンス生産とその関連機器のノックダウン生産を行う契約を結んだ。同年5月、KACSTは国産無人機のSaqr-1を発表したが、同じ中国製のAR-1空対地ミサイルとFT-9誘導爆弾を採用してる共通点からCH-4Bがベースになったともされる。
2018年5月、ヨルダン軍のCH-4がSOFEX 2018で公開された。
2018年8月、イエメンのフーシがサウジアラビア軍のCH-4を撃墜したことを発表した。サウジアラビアとアラブ首長国連邦（UAE）は2015年からイエメン内戦にCH-4を投入していることが衛星写真から報じられていた。
2018年10月、アルジェリア軍のCH-4がCH-3とともに映像で公開された。
2019年10月、インドネシア軍のCH-4が軍事パレードで公開された。
スペック

- 全長: 9m
- 全幅：18m
- 全高：2.7m
- 最大離陸重量：1260kg（CH-4A）、1330kg（CH-4B）
- ペイロード：115kg（CH-4A）、345kg（CH-4B）
- 実用上昇限度：7,200m
- 運用高度：5,300m
- 最大速度：235km/h（CH-4A）、210km/h（CH-4B）
- 巡航速度：180km/h
- 航続距離：3,500 km（CH-4A）、1,600 km（CH-4B）

## 採用国
アルジェリア
- アルジェリア人民国軍 ：CH-3、CH-4[25]

 エジプト
- エジプト軍 ：CH-4、CH-5[26][27]

 エチオピア
- エチオピア国防軍 ：CH-4[17][28]

 インドネシア
- インドネシア国軍 ：CH-4[29]

 ヨルダン
- ヨルダン軍 ：CH-4[30]

 パキスタン
- パキスタン軍 ：CH-3、CH-4[5][31]

 イラク
- イラク軍 ：CH-4[32]。2021年5月、スペアパーツ不足により運行停止状態であることが報じられた[33]。

 ミャンマー
- ミャンマー軍 ：CH-3[34]

 ナイジェリア
- ナイジェリア軍 ：CH-3[5][2]

 サウジアラビア
- サウジアラビア軍 ：CH-4[35]

 トルクメニスタン
- トルクメニスタン軍 ：2024年時点で、トルクメニスタン空軍が2機のCH-3を保有[36][5]。

 アラブ首長国連邦
- アラブ首長国連邦軍 ：CH-4[28]

 ザンビア
- ザンビア国防軍 :CH-3[5]

 セルビア
- セルビア軍 ：CH-92A、CH-95[37][38]